# Campeonato Maranhense de Futebol de 1943
O Campeonato Maranhense de Futebol de 1943 foi a 22º edição da divisão principal do campeonato estadual do Maranhão. O campeão foi o Maranhão que conquistou seu 3º título na história da competição. O artilheiro do campeonato foi Pepê, jogador do Moto Club, com 6 gols marcados.

## Premiação
| Campeonato Maranhense de 1943 |
| São Luís                      |
| ----------------------------- |
| Maranhão Campeão (3º título)  |